# Gustav Ulshöfer

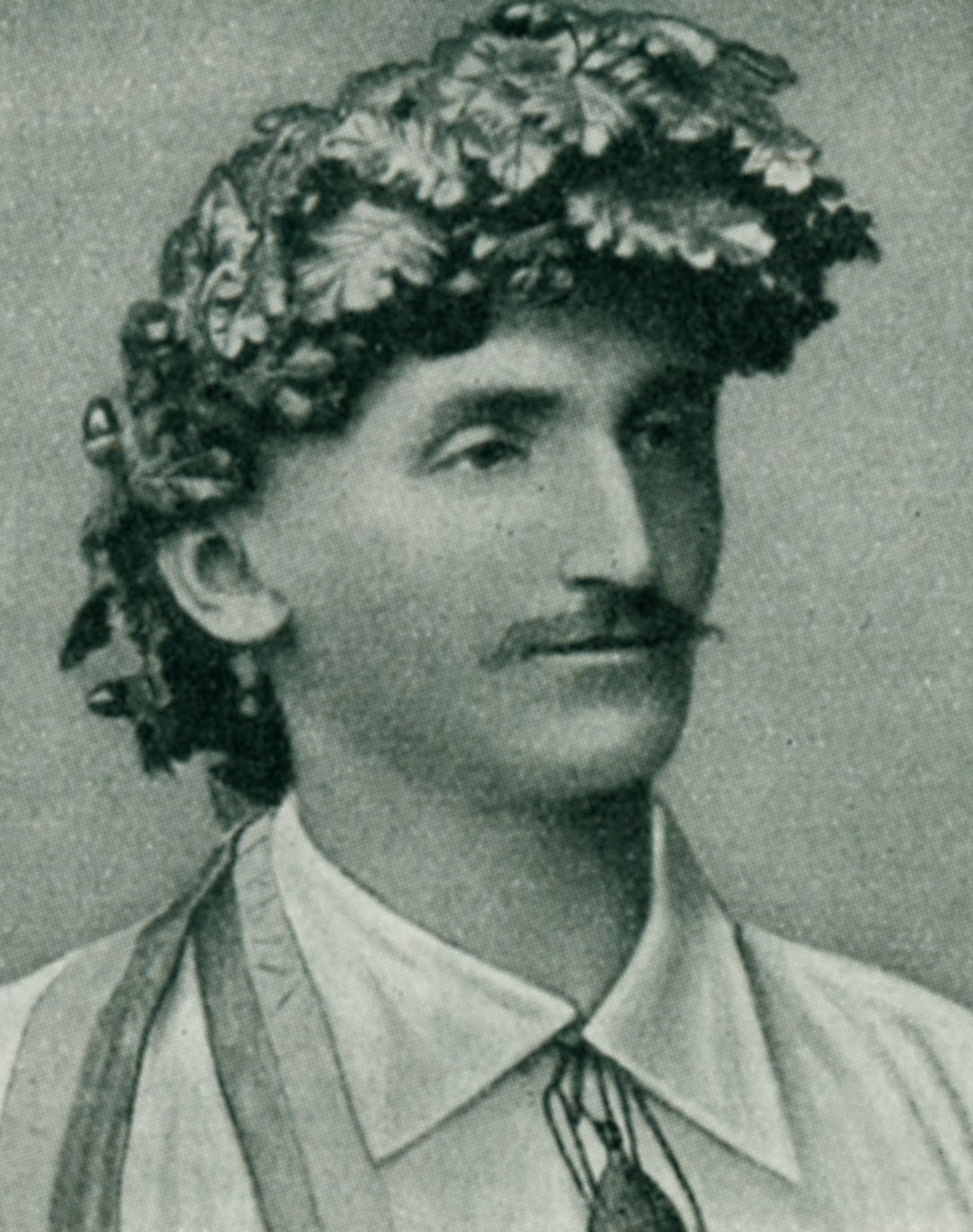
Gustav Ulshöfer

Karl Gustav Ulshöfer (* 18. Januar 1865; † 1. März 1913 in Stuttgart) war ein deutscher Turner und Turnfestsieger 1889. 

## Sportliches Wirken
Gustav Ulshöfer erhielt 1885 in Dresden, damals als Mitglied des MTV Stuttgart, beim VI. Deutschen Turnfest der Deutschen Turnerschaft (DT) als 11. Sieger einen von 22 Kränzen. Sein Vereinskamerad Ludwig bzw. Louis Jennewein sen. wurde bei dieser Veranstaltung Turnfestsieger und als Gewinner der Gerätturndisziplinen des Achtkampfes auch deutscher Meister im Geräteturnen.
1889 – Gustav Ulshöfer war mittlerweile Mitglied des MTV München von 1879 – wurde er beim VII. Deutschen Turnfest in München Deutscher Meister im Achtkampf, der leichtathletisch und turnerische Disziplinen beinhaltete. Im Rahmen der reinen Wertung der turnerischen Disziplinen des Achtkampfs wurde bei diesem Münchner Turnfest aber Josef Henninger aus Mainz bester Gerätturner.
Eine Ehrentafel des MTV Stuttgart von 1912 erinnert neben Louis Jennewein auch an Gustav Ulshöfer als Turnfestsieger, da man sich dort stolz zeigte, dass dieser seine turnerische Hauptausbildung beim Verein erhielt. Dieser Tafel ist auch zu entnehmen, dass Ulshöfer am 2. August 1886 Sieger beim Schwäbischen Kreisturnfest in Ludwigsburg war.

## Beruf und Familie
Ulshöfer war von Beruf Kaufmann. Er war verheiratet mit Berta Barbara Ulshöfer, geborene Merkle. Im Mai 1892 wurde in München die gemeinsame Tochter Emilie (Bertha Karolina Mathilde), verheiratete Hangleiter, geboren. In den Münchner Adressbüchern erscheint Gustav Ulshöfer 1893 mit Anschrift Müllerstraße 22. 1894 taucht sein Name dann erstmals im Stuttgarter Adressbuch auf, damals mit Anschrift in der Kernerstraße 28. Ab 1896 war er in der Christophstraße 27 gemeldet. 1901 war er in der Königstraße 31 B gemeldet. Dem Adressbuch des Jahres 1905 ist zu entnehmen, dass er Teilhaber der Firma „Beier u. Leipprand“ war. Im Adressbuch von 1907 erscheint erstmals die Wohnanschrift Senefelderstraße 22. 1907 eröffnete er in der Königstraße 41 ein „Spezialgeschäft für Damenkleider und Seidenstoffe“, das nach seinem Tod laut Adressbuch von 1914 seine Witwe Berta Ulshöfer weiterführte. Die Handelsregisterakten des Amtsgerichts Stuttgart zu seinem Geschäft befinden sich in der Abteilung Staatsarchiv Ludwigsburg des Landesarchivs Baden-Württemberg.